# Glatthorn
Glatthorn är en bergstopp i Österrike.   Den ligger i distriktet Bludenz och förbundslandet Vorarlberg, i den västra delen av landet, 500 km väster om huvudstaden Wien. Toppen på Glatthorn är 2 134 meter över havet, eller 651 meter över den omgivande terrängen. Bredden vid basen är 21,4 km.
Terrängen runt Glatthorn är bergig åt sydost, men åt nordväst är den kuperad. Runt Glatthorn är det ganska glesbefolkat, med 47 invånare per kvadratkilometer.. Närmaste större samhälle är Dornbirn, 19,5 km nordväst om Glatthorn. 
I omgivningarna runt Glatthorn växer i huvudsak blandskog.